# DR Radiokoret
DR Radiokoret (danska radiokören) är en professionell vokalensemble knuten till Danmarks Radio (DR). 
Kören bildades 1932 som konsertkör till DR Radiosymfoniorkestret och har medverkat vid torsdagskonserter med verk som Verdis Requiem, Beethovens Missa solemnis, Orffs Carmina Burana, Hans Werner Henzes Medusas Tømmerflåde och talrika danska uruppföranden, bland andra Per Nørgårds 3:e symfoni. 
Bland körens dirigenter märks Fritz Mahler (1934-1936), Martellius Lundquist (1937), Mogens Wöldike, Svend S. Schultz (1949-1979) och Stefan Parkman (1989 - 2002).